# Emeric Timar
Emeric Timar (en hongrois Tímár Imre) est un illustrateur, graveur et peintre hongrois, né le 8 novembre 1898 à Budapest et mort à Paris 14e le 13 juillet 1949.

## Biographie
Emeric Imar naît à Budapest le 8 novembre 1898. Comme de nombreux artistes européens qui, immigrant à Paris dans l'Entre-deux-guerres, contribuèrent à former l'École de Paris, il s'installe dans la capitale en 1925. Il s'associe au peintre et graveur Jacques Villon, qui expérimente la lithographie en couleurs, et dont il devient l'élève et l'assistant.
Emeric Timar s'attache à l'illustration de classiques de la littérature. Il signe de son seul patronyme Timar. Il utilise différents médias tels que la gravure à l'eau-forte, à l'aquatinte ou au burin, la lithographie et l'aquarelle. Selon le dictionnaire Bénézit, « sa manière le rapproche de certains maîtres de l'époque, tels qu'Édouard Goerg ou Démétrios Galanis ».
En 1948, il participe aux débuts de la collection Rouge et Or en illustrant Le Capitaine Pamphile d'Alexandre Dumas. Emeric Timar meurt à Paris en 1949.

## Ouvrages illustrés par Emeric Timar
La liste qui suit n'est pas exhaustive :

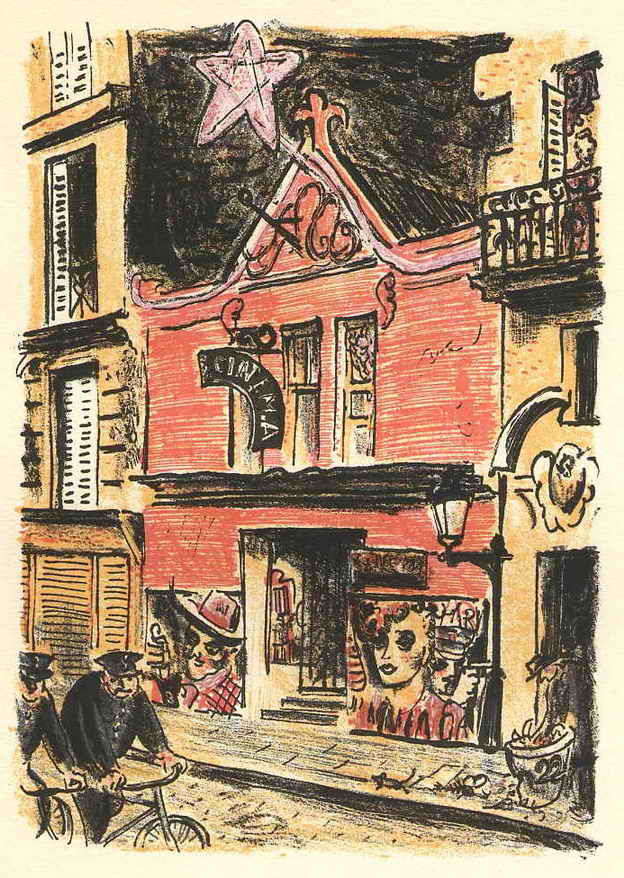
Cinéma à Paris, lithographie en couleurs (1947).

- Les Amours du chevalier de Faublas de Jean-Baptiste Louvet de Couvray (éditions F. Guillot, 1932 ; 90 eaux-fortes en couleur) ;
- Les Voyages de Gulliver de Jonathan Swift (à l'Emblème du Secrétaire, 1940) ;
- Notre-Dame de Paris de Victor Hugo (à l'Emblème du Secrétaire, 1942) ;
- le Faust de Goethe dans la traduction de Gérard de Nerval (éditions Moulin de Pen-Mur, 1943 ; gravures sur cuivre) ;
- Maria Chapdelaine de Louis Hémon (éditions du Houblon, 1943, 8 illustrations en couleurs et noir et blanc) ;
- Monsieur de Bougrelon de Jean Lorrain (éditions Arc-en-Ciel, 1944) ;
- Corps et Ames de Maxence Van der Meersch (éditions Arc-en-Ciel, 1944 ; 92 eaux-fortes dont 16 à pleine page),
- Tropique du Cancer de Henry Miller (éditions Deux-Rives, 1947 ; 24 lithographies en couleurs) ;
- Le Capitaine Pamphile d'Alexandre Dumas (éditions Rouge et Or, 1948).
- "Quasimodo" illustration à l'encre et fusain, Paris 1937